# パワプロGB
パワプロGBは1998年3月26日にコナミ（※）から発売されたゲームボーイ用のゲームソフトである。

※2006年3月31日の持株会社化に伴い、版権はコナミデジタルエンタテインメントに移っている。

## 概要
『実況パワフルプロ野球』（パワプロ）シリーズとしては初めての携帯ゲーム機用作品。ハードの制約でシリーズの売りのひとつである実況などの音声は収録していない。選手データは1998年シーズン開幕時のものを収録している。『実況パワフルプロ野球5』同様、プロ野球脱税事件に関与したとされている選手は収録されていない。モノクロ仕様のゲームボーイ用ソフトとしては最後の野球ゲームである。発売の翌年から同じ携帯ゲーム機で『パワプロクンポケットシリーズ』が展開されているが、この作品との関連は無い。
開発はそれまでシリーズを手がけてきていた『ダイヤモンドヘッド（現パワプロプロダクション）』ではなく、KCE名古屋が担当した。
薄いボリュームや操作性の悪さなどから野球ゲームとしての評価は低い（元々KCE名古屋自体コナミグループのゲームソフト開発子会社の中でも群を抜いて開発力に難があった）。

## モード
本作はパワプロシリーズでおなじみのペナントモードやサクセスモードなどといったモードは無く、純粋に単発で試合をするのみの作品となっている。
ひとりで
12球団から使用する球団を選び、COMと試合をするモード。
ふたりで
通信ケーブルを使って2P対戦をするモード。
データ
過去の戦績を見ることが出来る。

## 特徴
当時の携帯型ゲーム機ではスペック上の制約が大きかったようで、当時他ハードで発売されたシリーズと比較して以下のような特徴がある。
音声
ロム容量の問題で実況やウグイス嬢などの場内アナウンスは収録されていない。
選手データ
野手は守備位置設定が捕手・内野手・外野手の3つにしか分けられておらず、細かいポジション適性は設定されていない。投手は変化球の変化量が1から3までとなっている。また、ゲーム中で表示される選手名には漢字が使用されていない（日本人選手はひらがな表記。これに関しては『パワプロクンポケット』と『パワプロクンポケット2』も同じ）。
モード数の削減
シリーズの売りであるサクセスやペナントモード等が実装されておらず、単発の試合をすることしか出来ない。
操作性
一応本作ではマニュアルの守備が出来るが、画面のスクロールが遅く、打球の挙動も独特で守備の難易度は高くなっている。ボタン数が少ないため、十字キーで塁を指定して送球する操作しかできない（これに関しては、後にゲームボーイアドバンスで発売され、マニュアル守備が可能になった『パワプロクンポケット3』から『パワプロクンポケット7』も同じ）。後にGBで発売された『パワプロクンポケット』、『パワプロクンポケット2』は守備はオートに固定されている。